# Paula Hawkins
Paula Hawkins (Salisbury, Rodesia, 26 de agosto de 1972) es una periodista y escritora británica, también escribió bajo el seudónimo de Amy Silver, es la autora de las novelas La chica del tren, Escrito en el agua y A fuego lento.

## Trayectoria
Paula nació y creció en la antigua Salisbury, Rhodesia (actualmente Harare, Zimbabue), hija de los británicos Glynne y Anthony "Tony" Hawkins, profesor de economía y periodista económico. Se trasladó a Londres en 1989 cuando tenía 17 años y estudió filosofía, política y economía en la Universidad de Oxford.
Trabajó como periodista para el periódico The Times, en su sección económica y más tarde como autónoma para varias publicaciones y también escribió un libro de asesoramiento financiero para mujeres, The Money Goddess.
En 2009, Hawkins publica novelas románticas con el seudónimo Amy Silver, llegando a publicar cuatro novelas. Su popularidad llegó cuando en 2015, cambió la temática de sus novelas y publicó La chica del tren (The Girl on the Train), que supuso un gran éxito comercial, se trata de un drama de misterio que trata temas como la violencia machista o el abuso del alcohol. Tardó seis meses, trabajando de forma intensiva en escribir este libro, en un momento en el que se encontraba en dificultades financieras, que le llevaron a pedir un préstamo a su padre para poder culminar su trabajo. En 2016, se realizó la adaptación cinematográfica del superventas La chica del tren. En 2021 salió a la venta su séptima novela, A fuego lento, en la que explora las razones que pueden llevar a una persona que ha sufrido a matar.

## Reconocimientos
Sus dos obras fueron premiadas con el Goodreads Choice Award en la Categoría Misterio y Suspense en los años de sus publicaciones, 2015 y 2017. Además, en 2016, Hawkins fue elegida por la BBC como una de las mujeres más influyentes del año y pasó a formar parte de las BBC 100 women 2016.

## Obras

### Como Amy Silver
- 2009 - Confessions of a Reluctant Recessionista
- 2010 - All I Want for Christmas
- 2011 - One Minute to Midnight
- 2013 - The Reunion

### Como Paula Hawkins
- 2015 – La chica del tren (The Girl On the Train). Editorial Planeta. ISBN 9788408141471.
- 2017 – Escrito en el agua (Into the Water). Editorial Planeta ISBN 978-8408172178.
- 2021 - A fuego lento (A Slow Fire Burning) Editorial Planeta. ISBN: 978-84-08-24636-7
- 2022 - Punto ciego (Blind Spot)  Editorial Planeta  ISBN 978-84-08-26348-7.
- 2024 - La hora azul (The Blue Hour)  Editorial Planeta  ISBN 978-84-08-29455-9.